# 莎草穗核黑粉菌
莎草穗核黑粉菌（学名：Cintractia limitata）是属于黑粉菌目黑粉菌科核黑粉菌属的一种真菌，寄生在莎草属植物上。该种分布于台湾等地。